# Championnat de Belgique de football 1942-1943
Navigation
Saison précédente Saison suivante
Le championnat de Belgique de football 1942-1943 est la 41e saison du championnat de première division belge. Son nom officiel est « Division d'Honneur ». C'est également la deuxième saison des trois que l'on nommera plus tard « championnats de guerre ». Pour la première fois le championnat oppose 16 équipes.
La compétition reste dominée par les clubs anversois. Tenant du titre, le Liersche est cette fois distancé par le Beerschot, deuxième, et le Football Club Malinois, qui fête son premier titre de champion de Belgique.
Le déroulement normal de la compétition reprend son cours avec la relégation des deux derniers classés. Les deux promus luttent en fond de tableau. La Forestoise se sauve au détriment de l'autre montant, le Racing CB, grâce à une victoire sur le Standard de Liège lors des matches remis joués en fin de saison. Les deux clubs terminent à égalité mais le Racing ayant concédé une défaite de plus est relégué. La dernière place est dévolue au club de Boom, rapidement distancé par ses concurrents.

## Clubs participants
Seize clubs prennent part à la compétition, c'est deux de plus que lors de l'édition précédente. Ceux dont le matricule est mis en gras existent toujours aujourd'hui. 
| #  | Nom                                       | Mat. | Ville                 | Stades                 | En D1 depuis (série) | Total en D1 | Saison précédente |
| -- | ----------------------------------------- | ---- | --------------------- | ---------------------- | -------------------- | ----------- | ----------------- |
| 1  | Sportclub Eendracht Alost                 | 90   | Alost                 | Bredestraat            | 1941-1942 (2e)       | 2e          | 5e                |
| 2  | Royal Sporting Club Anderlechtois         | 35   | Anderlecht            | Stade Émile Versé      | 1935-1936 (6e)       | 13e         | 6e                |
| 3  | Royal Antwerp Football Club               | 1    | Anvers                | Bosuilstadion          | 1901-1902 (35e)      | 40e         | 3e                |
| 4  | Royal Beerschot Athletic Club             | 13   | Anvers                | Kiel                   | 1907-1908 (29e)      | 35e         | 2e                |
| 5  | Koninklijke Boom Football Club            | 58   | Boom                  | ?                      | 1938-1939 (3e)       | 3e          | 14e               |
| 6  | Royal Cercle Sportif Brugeois             | 12   | Bruges                | Stade du CS Brugeois   | 1938-1939 (3e)       | 35e         | 13e               |
| 7  | Royal Racing Club de Bruxelles            | 6    | Uccle                 | Stade du Vivier d'Oie  | 1942-1943 (1re)      | 32e         | Division 1B : 1er |
| 8  | Royal Olympic Club Charleroi              | 246  | Montignies-sur-Sambre | Stade de la Neuville   | 1937-1938 (4e)       | 4e          | 4e                |
| 9  | Royal Cercle Sportif La Forestoise        | 51   | Forest                | Stade communal         | 1942-1943 (1re)      | 2e          | Division 1A : 1er |
| 10 | Association Royale Athlétique La Gantoise | 7    | Gentbrugge            | Stade Jules Otten      | 1936-1937 (5e)       | 16e         | 8e                |
| 11 | Royal Standard Club Liège                 | 16   | Sclessin              | Stade de Sclessin      | 1921-1922 (20e)      | 25e         | 12e               |
| 12 | Koninklijke Liersche Sportkring           | 30   | Lierre                | Lispersteenweg         | 1927-1928 (14e)      | 14e         | 1er               |
| 13 | Royal Football Club Malinois              | 25   | Malines               | Achter de Kazerne      | 1928-1929 (13e)      | 16e         | 10e               |
| 14 | Union Saint-Gilloise Société Royale       | 10   | Uccle                 | Stade du Parc Duden    | 1901-1902 (35e)      | 35e         | 9e                |
| 15 | Royal Tilleur Football Club               | 21   | Tilleur               | Stade du Pont d'Ougrée | 1941-1942 (2e)       | 5e          | 7e                |
| 16 | Royal White Star Athletic Club            | 47   | Woluwe-Saint-Lambert  | rue de Kelle           | 1934-1935(6e)        | 7e          | 10e               |

### Localisations
| Antwerp Beerschot Liersche Boom FC Malinois Bruxelles Olympic E. Aalst La Gantoise CS Brugeois Standard CL R. Tilleur FC |

#### Localisation des clubs bruxellois
les 5 cercles bruxellois sont :
(6) R. SC Anderlechtois
(7) Union SG SR
(8) R. CS La Forestoise
 (10) R. Racing CB
 (14) R. White Star AC

## Résultats

### Résultats des rencontres
Avec seize clubs engagés, 240 matches sont au programme de la saison.
| Résultats (▼dom., ►ext.)                                   | ALO | AND | ANT | BEE | BOO | CSB | RCB | FOR  | LAG | LIE | FCM | OLY | STA | USG | TIL | WST |
| SC Eendracht Alost                                         |     | 1-3 | 2-1 | 1-0 | 0-2 | 6-1 | 3-3 | 2-3  | 2-1 | 2-1 | 0-2 | 2-0 | 0-4 | 1-3 | 4-4 | 3-2 |
| R. SC Anderlechtois                                        | 2-1 |     | 4-1 | 1-2 | 5-1 | 2-3 | 2-2 | 5-0  | 4-0 | 1-1 | 2-1 | 4-3 | 4-5 | 4-1 | 3-1 | 1-1 |
| R. Antwerp FC                                              | 4-0 | 4-2 |     | 3-2 | 3-1 | 1-0 | 4-2 | 4-1  | 1-3 | 3-2 | 2-0 | 6-0 | 1-2 | 2-1 | 3-1 | 3-1 |
| R. Beerschot AC                                            | 3-3 | 2-0 | 4-2 |     | 3-0 | 4-1 | 1-1 | 3-1  | 2-0 | 3-0 | 1-1 | 3-2 | 5-1 | 1-1 | 5-0 | 4-2 |
| K. Boom FC                                                 | 1-1 | 3-2 | 2-1 | 0-8 |     | 2-2 | 5-2 | 1-3  | 1-3 | 2-4 | 1-1 | 1-2 | 1-0 | 0-2 | 2-1 | 4-1 |
| R. CS Brugeois                                             | 0-2 | 2-0 | 2-1 | 2-4 | 3-2 |     | 4-0 | 1-1  | 5-1 | 3-3 | 0-1 | 0-0 | 1-0 | 0-2 | 0-2 | 4-2 |
| R. Racing CB                                               | 5-2 | 2-4 | 3-1 | 1-3 | 6-1 | 2-3 |     | 5-0  | 6-1 | 4-6 | 0-2 | 4-1 | 3-1 | 2-5 | 0-1 | 0-4 |
| R. CS La Forestoise                                        | 2-1 | 2-1 | 0-8 | 0-6 | 3-0 | 5-1 | 0-1 |      | 0-5 | 3-2 | 0-1 | 2-6 | 3-1 | 0-0 | 1-6 | 2-2 |
| ARA La Gantoise                                            | 4-0 | 2-4 | 1-0 | 3-2 | 3-0 | 4-3 | 1-0 | 4-1  |     | 2-1 | 2-3 | 2-1 | 3-0 | 0-2 | 3-0 | 1-1 |
| K. Liersche SK                                             | 3-1 | 2-3 | 4-1 | 1-0 | 1-0 | 7-1 | 1-2 | 10-1 | 5-1 |     | 1-3 | 4-0 | 5-3 | 5-2 | 2-2 | 8-0 |
| FC Malinois                                                | 8-0 | 2-0 | 2-0 | 2-2 | 4-1 | 6-0 | 7-1 | 4-1  | 5-2 | 3-4 |     | 1-2 | 2-0 | 2-0 | 2-0 | 6-4 |
| R. Olympic CC                                              | 2-1 | 0-1 | 2-4 | 3-2 | 5-1 | 0-2 | 2-0 | 1-2  | 1-3 | 1-5 | 1-0 |     | 0-5 | 3-1 | 1-1 | 5-2 |
| R. Standard CL                                             | 0-2 | 1-5 | 0-0 | 3-5 | 8-1 | 5-0 | 5-0 | 4-1  | 2-2 | 1-1 | 1-3 | 1-2 |     | 2-3 | 2-1 | 2-1 |
| Union St-Gilloise SR                                       | 0-1 | 1-0 | 0-1 | 1-2 | 3-0 | 0-1 | 0-1 | 1-1  | 1-1 | 0-1 | 2-3 | 1-1 | 1-1 |     | 0-1 | 2-2 |
| R. Tilleur FC                                              | 5-0 | 2-2 | 1-3 | 2-2 | 5-0 | 0-0 | 4-2 | 1-1  | 0-3 | 1-3 | 0-5 | 2-2 | 2-1 | 3-1 |     | 3-2 |
| White Star AC                                              | 6-1 | 4-2 | 3-1 | 2-3 | 5-0 | 1-1 | 4-1 | 6-0  | 1-2 | 2-2 | 1-1 | 1-1 | 8-1 | 0-0 | 1-1 |     |
| - Victoire à domicile - Match nul - Victoire à l'extérieur |     |     |     |     |     |     |     |      |     |     |     |     |     |     |     |     |

### Classement final
| Rang | Équipe                    | Pts | J  | G  | N  | P  | Bp | Bc | Diff |
| ---- | ------------------------- | --- | -- | -- | -- | -- | -- | -- | ---- |
| 1    | R. FC MALINOIS            | 46  | 30 | 21 | 4  | 5  | 83 | 31 | +52  |
| 2    | R. Beerschot AC           | 44  | 30 | 19 | 6  | 5  | 87 | 40 | +47  |
| 3    | K. Liersche SK T          | 39  | 30 | 17 | 5  | 8  | 95 | 51 | +44  |
| 4    | ARA La Gantoise           | 37  | 30 | 17 | 3  | 10 | 63 | 54 | +9   |
| 5    | R. Antwerp FC             | 35  | 30 | 17 | 1  | 12 | 69 | 48 | +21  |
| 6    | R. SC Anderlechtois       | 34  | 30 | 15 | 4  | 11 | 73 | 53 | +20  |
| 7    | R. Tilleur FC             | 29  | 30 | 10 | 9  | 11 | 53 | 56 | -3   |
| 8    | R. CS Brugeois            | 28  | 30 | 11 | 6  | 13 | 46 | 66 | -20  |
| 9    | R. Olympic Club Charleroi | 27  | 30 | 11 | 5  | 14 | 50 | 64 | -14  |
| 10   | R. White Star AC          | 26  | 30 | 8  | 10 | 12 | 72 | 65 | +7   |
| 11   | Union St-Gilloise SR      | 24  | 30 | 8  | 8  | 14 | 37 | 42 | -5   |
| 12   | R. Standard CL            | 24  | 30 | 10 | 4  | 16 | 62 | 66 | -4   |
| 13   | SC Eendracht Aalst        | 24  | 30 | 10 | 4  | 16 | 45 | 75 | -30  |
| 14   | R. CS La Forestoise       | 23  | 30 | 9  | 5  | 16 | 40 | 93 | -53  |
| 15   | R. Racing CB              | 23  | 30 | 10 | 3  | 17 | 61 | 78 | -17  |
| 16   | K. Boom FC                | 17  | 30 | 7  | 3  | 20 | 36 | 90 | -54  |

Légende
- Champion de Belgique 1943
- Club relégué pour la saison suivante

Abréviations
T : Tenant du titre 1942

 : nouveau venu depuis la saison précédente

### Meilleur buteur
Jules Van Craen (K. Liersche SK) et  Arthur Ceuleers (R. Beerschot AC) avec 41 buts. Ils battent ainsi tous deux le record de 40 buts établi en 1911 par Alphonse Six, en ayant toutefois disputé dix matches de plus. Jules Van Craen et Arthur Ceuleers deviennent ainsi les 26e et 27e joueurs belges sacrés meilleurs buteurs de la plus division belge. C'est la deuxième fois que deux joueurs terminent à égalité au nombre de buts inscrits sur une saison.

#### Classement des buteurs
Le tableau ci-dessous reprend les 23 meilleurs buteurs du championnat, soit les joueurs ayant inscrit treize buts ou plus durant la saison.
| #   | Pays | Joueur                    | Club                      | Buts | Matches joués |
| --- | ---- | ------------------------- | ------------------------- | ---- | ------------- |
| 1.  |      | Arthur Ceuleers           | R. Beerschot AC           | 41   | 30            |
| =.  |      | Jules Van Craen           | K. Liersche SK            | 41   | 30            |
| 3.  |      | Albert De Cleyn           | R. FC Malinois            | 34   | 30            |
| 4.  |      | Arsène Vaillant           | R. White Star AC          | 31   | 30            |
| 5.  |      | Jef Mermans               | R. SC Anderlechtois       | 25   | 30            |
| 6.  |      | Henri Isemborghs          | R. Beerschot AC           | 24   | 30            |
| 7.  |      | Karel Voogt               | SC Eendracht Alost        | 21   | 29            |
| =.  |      | Jos Danckaers             | K. Liersche SK            | 21   | 30            |
| 9.  |      | Fernand Voussure          | R. Racing CB              | 20   | 29            |
| 10. |      | Jan Goossens              | Olympic Club de Charleroi | 18   | 21            |
| =.  |      | René Geuns                | R. Antwerp FC             | 18   | 26            |
| =.  |      | Bernard Voorhoof          | K. Liersche SK            | 18   | 30            |
| =.  |      | Henri Coppens             | R. FC Malinois            | 18   | 30            |
| 14. |      | Adolphe Nicolay           | R. Standard CL            | 17   | 28            |
| =.  |      | François De Wael          | R. SC Anderlechtois       | 17   | 30            |
| 16. |      | Jean Capelle              | R. Standard CL            | 16   | 22            |
| =.  |      | Jozef Van Looy            | ARA La Gantoise           | 16   | 26            |
| 18. |      | Julien Diamant            | R. Racing CB              | 15   | 25            |
| =.  |      | Désiré Van Den Audenaerde | R. Antwerp FC             | 15   | 29            |
| =.  |      | Frédéric Chaves d'Aguilar | ARA La Gantoise           | 15   | 30            |
| 21. |      | Albert Vankerckvoorde     | ARA La Gantoise           | 14   | 25            |
| =.  |      | Jacques Moeschal          | R. Racing CB              | 14   | 30            |
| 23. |      | Gustaaf Cop               | K. Boom FC                | 13   | 28            |

## Récapitulatif de la saison
- Champion : R. FC Malinois (1er titre)
- Dixième champion de Belgique différent
- Douzième titre pour la province d'Anvers.

| Région flamande (8)             | Région flamande (8) | Province de Brabant (5)      | Province de Brabant (5) | Région wallonne (3)    | Région wallonne (3) |
| ------------------------------- | ------------------- | ---------------------------- | ----------------------- | ---------------------- | ------------------- |
| Province d'Anvers               | 5                   | Région de Bruxelles-Capitale | 5                       | Province de Hainaut    | 1                   |
| Province de Flandre-Occidentale | 1                   | Province du Brabant flamand  | 0                       | Province de Liège      | 2                   |
| Province de Flandre-Orientale   | 2                   | Province du Brabant wallon   | 0                       | Province de Luxembourg | 0                   |
| Province de Limbourg            | 0                   |                              |                         | Province de Namur      | 0                   |

1. ↑  Au niveau footballistique, la province de Brabant est toujours unitaire malgré sa partition territoriale en 1995.

### Admission et relégation
Bien qu'aucun club n'ait été relégué la saison précédente, deux clubs sont promus depuis la Division 1, le R. Racing CB et le R. CS La Forestoise, portant le nombre d'équipes présentes en Division d'Honneur à 16.
En fin de saison, les deux derniers classés sont relégués, il s'agit du Racing CB et du K. Boom FC, déjà bon dernier douze mois plus tôt mais sauvé grâce au gel des séries imposé par l'URBSFA. Ils sont remplacés la saison prochaine par deux clubs de la province d'Anvers qui effectuent leur retour au plus haut niveau, le K. Lyra, relégué en 1938, et le K. Berchem Sport, relégué depuis 1936.

### Bilan de la saison
| Championnat de Belgique de football 1942-1943 |                            |
| Champion                                      | R. FC Malinois (1er titre) |
| Dauphin                                       | R. Beerschot AC            |
| Promotions et relégations                     |                            |
| Promus en Division d'Honneur                  | K. Lyra                    |
| Promus en Division d'Honneur                  | K. Berchem Sport           |
| Relégués en Division 1                        | R. Racing CB               |
| Relégués en Division 1                        | K. Boom FC                 |